# Споднє Хлапє
Споднє Хлапє (словен. Spodnje Hlapje) — поселення в общині Песниця, Подравський регіон‎, Словенія.